# Wojciech Mierczyński
Wojciech Mierczyński herbu Jastrzębiec (zm. w 1619 roku) – wojski inowrocławski w latach 1598–1615.
Poseł na sejm 1611 roku z województwa inowrocławskiego, został wyznaczony poborcą.
Był katolikiem.